# Замфир Хаджийски
Замфир Димитров Хаджийски е деец на Българската комунистическа партия, участник в Съпротивителното движение по време на Втората световна война. Партизанин от Партизански отряд „Стефан Караджа“.

## Биография
Роден е на 10 октомври 1899 г. в село Дългошевци, Ломско. Бил е секретар на партийната група на БКП в родното си село. Участва в Септемврийското въстание (1923). Командир е на отряд въстаници, който щурмува Ломските казарми. След поражението емигрира в Югославия. Завръща се в България след обявената амнистия. Член е на Ломския комитет на БКП. Арестуван и излежава присъда по Закона за защита на държавата в Ломския затвор. Участва в Съпротивителното движение по време на Втората световна война. Той е сред първите партизани в страната непосредствено след 22 юни 1941 година. Създава Ломската партизанска чета, която прераства в Партизански отряд „Стефан Караджа“. След предателство е заловен и осъден на смърт по ЗЗД. Обесен е в Ломския затвор на 14 октомври 1943 г. Днес родното му село носи неговото име, както и читалището Дом-паметник „Замфир Хаджийски“.